# Podtabor, Dobrepolje
Podtabor este o localitate din comuna Dobrepolje, Slovenia, cu o populație de 82 de locuitori.